# Antiarin
Antiarin är en glykosid som förekommer i mjölksaften av upasträdet.
Mjöksaften som är giftig har i Ostindien använts vid framställning av pilgiftet upas-antiar (pohon-upas). Antiarin innehåller α- och β-antiaringlykosid, vilken vid spjälkning sönderdelas i antiarigenin och sockerarterna antiaros respektive rhamnos.
Antiarin, som är ofarligt att förtära utan måste injiceras i blodbanorna, verkar som hjärtgift genom att orsaka blodryckshöjning och förlamning av tvärstrimmig muskulatur. Det leder även i små doser till döden, som inträder under hjärtarytmi, andnöd och konvulsioner.
Tidigare har det även använts i läkemedel mot hjärtsjukdomar.